# Bathybalanus pentacrini
Bathybalanus pentacrinis is een zeepokkensoort uit de familie van de Balanidae. De wetenschappelijke naam van de soort werd voor het eerst geldig gepubliceerd in 1913 door Hoek als Balanus pentacrinis.